# Jacques Touret
Pour les articles homonymes, voir Touret.
Jacques Touret (connu dans la littérature scientifique sous le nom de J.L.R. Touret), né le 2 janvier 1936 à Fumay et mort le 11 mars 2024 à Paris,, était un ingénieur et professeur français, géologue, minéralogiste et pétrographe, membre de l'Academia Europaea.

## Biographie
Fils d'enseignants français, il devient ingénieur diplômé de l'École de géologie de Nancy en 1958. Tout en enseignant à l’école de géologie, il fait ensuite une thèse de doctorat d’État à Nancy sous la co-direction des professeurs Marcel Roubault et T.F.W. Barth d'Oslo, qu'il soutient en janvier 1969. 
De 1972 à 1980, il est professeur de minéralogie et de pétrographie à l'Université Paris-Diderot, rattaché à un laboratoire de recherches alors dirigé par Claude Allègre. En 1980, il devient professeur de minéralogie, pétrographie, métallogénie à l’Université libre d'Amsterdam, où il dirige un laboratoire de recherches bien doté en équipements scientifiques et notamment en microspectrométrie Raman. Il prend officiellement sa retraite en 2001, mais continue depuis cette date à publier et à participer à des manifestations à un rythme effréné.
Jacques Touret est particulièrement connu pour ses études sur les inclusions fluides dans les minéraux des roches, et leur apport à la connaissance de l'histoire de la Terre et du métamorphisme. Il s'intéresse particulièrement à l'intégration des données des inclusions aux autres éléments minéralogiques[pas clair], concernant en particulier l’apparition du faciès granulitique (croûte continentale inférieure).
Jacques Touret participe activement à la vulgarisation des sciences de la Terre, et fait diverses conférences. Il réalise des biographies de géologues, et est membre du conseil d'administration du Comité français d'histoire de la géologie.
Jacques Touret est un membre actif de l'association ABC Mines (Association des Amis de la Bibliothèque et des Collections de Mines ParisTech), fondée en 1985 par Raymond Fischesser.

## Publications
Jacques Touret a fait de très nombreuses publications, à la fois scientifiques et de vulgarisation des sciences.
Sous la direction de Marcel Roubault, il co-écrit en 1963 avec Jacques Fabriès et Alain Weisbrod, un ouvrage de référence : « Détermination des minéraux des roches au microscope polarisant » aux éditions Lamarre-Poinat (Paris). Le livre, réédité en 1974 et 1984, est aujourd’hui difficile à trouver.
En février 2020, il obtient un score de 2075 pour l'intérêt global de ses publications sur ResearchGate et un RG Score de 37,62, ce qui le situe dans les premiers 5% des chercheurs de sa discipline.
Deux volumes ont été dédiés à son honneur :
- Special issue in honor of J. Touret, Lithos vol. 55, 2001
- Geoscience Frontiers, vol. 5, Issue 5, 2014

Il a publié une autobiographie scientifique.
Jacques Touret a eu une activité accessoire comme éditeur en chef ou éditeur de différentes revues scientifiques : Contributions to Mineralogy and Petrology, Lithos, Geofluids, Mineralogical Magazine, Comptes-Rendus de l’Académie des Sciences (pour cette dernière, rédacteur en chef des comptes-rendus de géosciences).

## Distinctions
- Membre de l'Academia Europaea
- Membre régulier de l'Académie royale néerlandaise des arts et des sciences, dont il e'tait le seul membre régulier français de tous les temps
- Membre étranger de l'Académie norvégienne des sciences et des lettres
- Docteur Honoris Causa de l'Université de Liège (Belgique)
- Prix Carrière (Académie des Sciences , France), Medailles André Dumont (Belgique) et Van Waterschoot van der Gracht (Pays-Bas)
- Prix François Ellenberger décerné par le COFRHIGEO (2023)

## Vie personnelle
Il a 3 enfants d'un 1er mariage avec Christiane Poinsignon : Olivier, Mathilde et Cécile, qui travaillent à Princeton, Atlanta ou Nantes.
Son épouse Lydie Touret a été chercheur en minéralogie à Nancy, puis au Musée Teyler de Haarlem, et à partir de 1990 directrice du musée de minéralogie de l'École des mines de Paris. Leur fille Anne Blondy-Touret, est énarque.